# 数学女子
『数学女子』（すうがくじょし）は、安田まさえによる漫画。大学の数学科で同学年に4人だけの女子たちの日常を描いた4コマ漫画。作者は実際に数学科出身であり、マニアックな数学ネタも多く盛り込まれている。

## 概要
『まんがくらぶ』（竹書房）2009年9月号及び10月号に掲載された後、同誌において2010年1月号から正式連載開始。また『まんがライフMOMO』（竹書房）においても2009年12月号に掲載後、2010年6月号より2014年11月号まで並行して連載。単行本は全5巻。また、作者の初単行本化作品でもある。『まんがライフMOMO』2012年12月号の休載（過去作再掲）後、両誌の2013年1月号を最後に出産準備のため、しばらく休載することが、『まんがくらぶ』2013年1月号誌上で告知された。その後いったん連載を再開し、『まんがライフMOMO』の同年5月号から11月号と『まんがくらぶ』の同年5月号から10月号に掲載されたものの、また休載となり、『まんがライフMOMO』2014年11月号に1話のみ（同誌での最終回が）掲載された後、『まんがくらぶ』に連載を統合して同誌2014年11月号から再開され、2015年4月号まで連載された。

## 登場人物
登場する学生は、特に書かれていない限りまなと同学年（連載開始時2年）である。

### 数学女子
内山まな
本作の主人公。K大学（鹿児島大学がモデル）理学部数学科。計算は得意だが数学は苦手。物事にはまると集中して周りが見えなくなることもあるが、勉強は飽きっぽい。見える数字を全て足す癖がある。大学に入ってからは課題や試験に追われたことから数学に対する面白みが減少していたが、同じゼミのラマに「（数学に）向いているのに」と言われたことをきっかけ（？）に、数学研究者の道を進むことを決めた。当初A教授に惚れていたが、今田（後述）からの告白に対し……
K大学卒業後Q大学の大学院に進み渡教授のゼミに入るが、29歳の時点でまだ博士号は取れていない。
坂崎ゆみ
数学科でもおしゃれに気を使おうと努力していたが、最近は他の数学女子に流されつつある。統計学が好き。自身を対象にしたファンクラブがある。巨乳である。セクハラ言動を繰り返す院生の下野に対してはあまり良い感情（むしろ嫌い）を持っていなかったが、下野のある発言をきっかけに意識するようになり、下野が卒業式の時にゆみに告白したことをきっかけに付き合い始めた。高校の数学教師を志しており、教職員試験に合格した。
卒業後すぐ下野と結婚。29歳の時点で4児の母で5人目を妊娠中。4人の子供は皆下野似である。
渕上さえこ
ギャンブル好きで、パチンコ店に入り浸っている。性格や言動がおっさん臭い。金銭に貪欲。パチンコメーカーへの就職が内定した。
酒井とも
ミステリー小説や暗号解読が大好き。真面目で成績優秀。酒にはめっぽう強く、暴走しがちなまなたちのフォローに回る苦労人としての一面を持つ。貧乳であるという悩みを持っている。数学の研究者を志しており、ゼミのK教授からはアメリカ留学を進められていたが、Q大大学院を受験し合格した。しかし、K教授から依頼されたさえこに背中を押され、留学を決意する。
アメリカでPh.Dを取得し、29歳時点でテニュアの資格を持っている。

### 数学男子
今田孝和
恋愛に奥手で不器用な典型的数学男子。さえことは同じ高校の出身。
T北大学の大学院で博士号を取得し、Q大学で講師に就任している。
ゆみちゃんファンクラブ
ゆみの追っかけをする3人組。ゆみ以上にゆみのことを知るともいわれる。
本名は不明であるが、人物紹介では「ふっくんもっくんやっくん」と書かれている。3人ともメンバーの1人の父の会社に就職した。
下野健
院生。変態で、下世話な発言をしては周囲の顰蹙を買っている。しかし「無愛想の数学科じゃいい繋ぎ役になっている」「役立ってるなら苦しくても笑ってよー思って」と考えからわざと発言しており、根っからの変態というわけではない。卒業後は県の公務員として農業系の研究室に就職した。
ラマ（ジャワハルラ・ル=ラマヌジャン）
数学大国インドからの留学生。美形だが無愛想。親が政治家で裕福なせいか世間知らずな面がある。A教授のゼミ生であるまなとは当初、仲が悪かったが、飲み会に参加してからは徐々に態度が変化し、まなが数学の研究者を目指すことを決めたときには後押しするような言葉を送っている。
初めてできた数学について語れる友人である今田になついている。
在学中に論文が2つ採用されたことと父親が来日したことから、卒業を待たずに単位を得て帰国する。帰国後父を説得し数学を続け、29歳でフィールズ賞を受賞する。

### 数学科教授
A教授
線形代数を教えるおじいちゃん先生。妻子持ちだが、まなから惚れられている。代数の世界では世界的権威の1人。
モデルは作者の学生時代のゼミの教授。
ゼミ生はまなとラマの2人。
まな達の卒業と同じ年に定年退官となった。ラマが数学を続けられるように渡印しそのままラマの専属教師となる。
Y教授
確率、統計を教えている先生。
ゼミ生はさえこを含む5人。
K教授
情報処理を教えているスキンヘッドの先生。モデルは鹿児島大学理学部講師の青山究。
ゼミ生はともを含む学部生3人と院生1人。
アメリカへの留学経験があり、ペンタゴンのコンピュータに侵入したこともあるらしい。ともの実力を認めており、研究に打ち込めるよう留学を勧めている。
I教授
統計学の教授。心理学のゼミと共同で恋愛心理学の研究をしている。某チェーン店の店頭にある人形にそっくりである。
ゼミ生はゆみとそのファンクラブ3人を含む学部生8人と、院生が下野ともう1人。

### その他
渡教授
Q大学（F県にある旧帝大）の教授（女性）。A教授の講師時代の教え子だったらしく、彼の発表や講義の様子を見に来ている。
まなと同じくA教授のことが好きで、会うたびに火花を散らしている。48歳だが、見た目でなめられないように魔法のようなメイクをしているため傍目からはそう見えないほど童顔である。スタイルもよく、スリーサイズは 89-55-89（フィボナッチ数）である。
長瀬夕姫
まなが夏休み期間中に行った家庭教師のバイト先での教え子。
山本円
まな達の2学年下の後輩。高校3年時にオープンキャンパスで数学科の見学に来てこの大学を受験した。学年で唯一の女子。彼氏持ち。

## 作品の評価
数学者の飯高茂はこの作品を高く評価しており、Amazon のレビューで「数学者必読」と書いている。

## 書誌情報
- 安田まさえ『数学女子』 竹書房〈バンブーコミックス〉全5巻。
  1. 2010年9月21日初版発行（2010年9月7日発売） ISBN 978-4-8124-7444-0
  2. 2011年6月10日初版発行（2011年5月27日発売） ISBN 978-4-8124-7582-9
  3. 2012年4月21日初版発行（2012年4月7日発売） ISBN 978-4-8124-7759-5
  4. 2014年10月11日初版発行（2014年9月27日発売） ISBN 978-4-8124-8792-1
  5. 2015年6月13日初版発行（2015年5月30日発売） ISBN 978-4-8019-5266-9